# Оваро
Оваро (італ. Ovaro) — муніципалітет в Італії, у регіоні Фріулі-Венеція-Джулія,  провінція Удіне.
Оваро розташоване на відстані близько 520 км на північ від Рима, 120 км на північний захід від Трієста, 55 км на північний захід від Удіне.

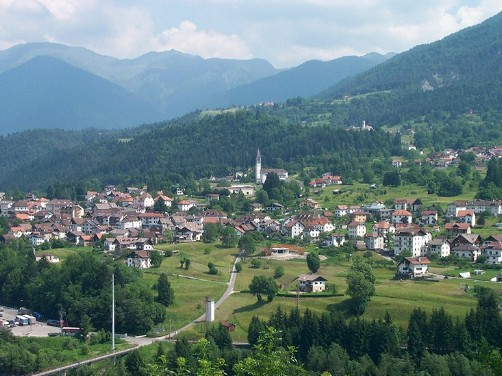

Населення — 1964 особи (2014).

## Демографія
Населення за роками:

Станом на 1 січня 2023 року в муніципалітеті офіційно проживало 47 іноземців з 19 країн, серед них 14 громадян країн Євросоюзу та 4 громадяни України.

## Сусідні муніципалітети
- Ампеццо
- Комельянс
- Лауко
- Прато-Карніко
- Равасклетто
- Равео
- Саурис
- Сокк'єве
- Сутріо